# فرد كارول
فرد كارول (بالإنجليزية: Fred Carroll)‏ هو لاعب كرة قاعدة أمريكي، ولد في 2 يوليو 1864 في ساكرامنتو في الولايات المتحدة، وتوفي في 7 نوفمبر 1904 في سان رافاييل في الولايات المتحدة.

## روابط خارجية
- فرد كارول على موقعبيزبول رفرنس.كوم (الدوري الرئيسي) (الإنجليزية)
- فرد كارول على موقعبيزبول رفرنس.كوم (الدوري الثانوي) (الإنجليزية)